# Imbriosz
A görög mitológiában Imbriosz (ógörögül: Ἴμβριος Ímbriosz) Mentor fia (lovakban gazdag úr), Trója védelmezője. Az Iliasz szerint Pedaeumból (Pedaeusz) származott, és feleségül vette Priamosz király törvénytelen leányát, Medeszikasztét. Amikor a görögök partra szálltak Trójában, Imbriosz apósa házába költözött, aki úgy bánt vele, mint a saját fiával. Trója falainál harcolt, Teucer megölte.
Az Imbrius Éetión vezetékneveként is előfordul.

## Fordítás
- Ez a szócikk részben vagy egészben  az   Imbrius című angol Wikipédia-szócikk ezen változatának fordításán alapul.  Az eredeti cikk szerkesztőit annak laptörténete sorolja fel. Ez a jelzés csupán a megfogalmazás eredetét és a szerzői jogokat jelzi, nem szolgál a cikkben szereplő információk forrásmegjelöléseként.